# Јабланик
Јабланик је планина у западној Србији, у групи Ваљевских планина. Највиши врх је Јабланик са 1.275 м. Изграђена је претежно од дијабаз-рожанаца, делом од серпентина а највиши делови грађени су од тријаских кречњака. Годишње прима просечно 1.800 mm падавина. Под травнатим пашњацима на високим заравнима саграђене су појате. Поред Јабланика пролази пут Ваљево - Рогачица.

## Галерија
- Планина Јабланик - обронци врха планина Јабланик са планинарским домом на Дебелом брду
- На путу ка селу Горње Кошље
- Поглед према долини реке Дрина
- На путу ка селу Горње Кошље
- Izvor reke Jablanice podno planine Jablanik 1
- Izvor reke Jablanice podno planine Jablanik 2
- Stara napuštena vodenica na početku reke Jablanice
- Поглед на врх Јабланика из засеока Вреоци, село Ребељ, обронци планине Медведник
- Панорама са врха планине Јабланик
- Планина Јабланик са врхом поглед из засеока Вреоци на Медведнику
- Извор Стубица подно врха Јабланика
- Извор Стубица и пут из Ребеља ка врху Јабланика
- Планина Јабланик место Дебело брдо панорама
- Место Разбојиште
- Раскрсница према Торничкој бобији и Горњим Кошљама
- Планинско домаћинство на Јабланику
- На путу од Дебелог брда ка врху Јабланика
- На путу од Дебелог брда ка врху Јабланика
- На путу од Дебелог брда ка врху Јабланика
- Поглед према селу Кошље
- Јесењи детаљ